# الاتیان
الاتیان (به مجاری:  Alattyán) یک سکونتگاه مسکونی در مجارستان است که در یاس-نادی‌کون-سولنوک واقع شده‌است.